# Agustín Lizárraga
Pour les articles homonymes, voir Lizarraga.
Agustín Lizárraga, né en 1865 à Mollepata et mort en 1912 à Río Vilcanota, est un agriculteur péruvien qui a découvert Machu Picchu le 14 juillet 1902, soit neuf ans avant l'explorateur américain Hiram Bingham.

## Biographie
Né dans le district de Mollepata, il quitte à 18 ans sa terre natale pour éviter de s'engager dans l'armée. Installé avec son frère, dans la vallée de Aobamba, dans le département de Cuzco, ils se consacrent à la culture de légumes, de maïs et de fruits de la passion. Plusieurs années après, ils connaissent la famille Ochoa, qui était propriétaire de terres, près de l'actuel Machu Picchu, pour laquelle ils travaillent dans l'hacienda Collpani.
Le 14 juillet 1902, Lizárraga et les ouvriers de l'hacienda Collpani partent à la recherche de nouvelles terres à cultiver. Après plusieurs heures de marche, ils découvrent d'anciens murs de pierre. Lizárraga y fait une inscription au charbon de bois sur l'une des pierres du temple des Trois Fenêtres, où l'on pouvait lire son nom de famille et l'année : « A. Lizárraga 1902 ». Cette marque a été retrouvée plus tard par Hiram Bingham, qui l'a fait effacer pour des raisons de conservation,. L'année suivante, Agustín se rend compte que les terres de la citadelle sont parfaites pour l'agriculture, et envoie la famille Richarte s'y installer.
Agustín Lizárraga meurt en 1912, se noyant dans la rivière Vilcanota. Son corps n’est jamais retrouvé,.